# 1,3,5,7-金刚烷四甲酸
1,3,5,7-金刚烷四甲酸是一种有机化合物，化学式为C14H16O8。它是一种氢键有机框架材料的单体及树状聚合物的原料。它可由1,3,5,7-金刚烷四甲酰胺的水解制得。